# Agustín Barboza
Agustín Pío Barboza (Asunción, 5 de mayo de 1913 - 18 de diciembre de 1998) fue un cantante y compositor de nacionalidad Paraguaya, hijo de Alberto Barboza y Pabla Rojas. Inició su carrera actuando a cappella en reuniones y en festivales de música.

## Infancia y juventud
En plena adolescencia (1929) viajó a Buenos Aires como agregado del vapor “Mixu”, de bandera argentina. Alternando su trabajo de estibador portuario con las actividades musicales, conoció a Basilio Melgarejo Molinas (“Melga”), con quien forma su primer dúo. Posteriormente forma el trío “Melgarejo-Barboza-Feliú”.

## Primeros pasos
En la capital porteña conformó un grupo de trabajo junto con otros cantantes, tales como Samuel Aguayo, Emilio Bobadilla Cáceres y Diosnel Chase. Actuó como solista en las orquestas de Francisco Alvarenja, Juan Escobar y Julián Alarcón, recibiendo lecciones de los dos últimos citados. Luego más tarde se encontró con José Asunción Flores, en 1933, y un año después grabó “Ñasaindype” (de Flores sobre poema de Félix Fernández), siendo primera guarania que se registraba en un disco. Desde aquellos momentos iniciales de su brillante carrera no ha interrumpido su incursión en la música, constituyéndose por derecho propio, en un ejemplo de dignidad humana y artística.
Integró, como solista de canto, la celebérrima “Orquesta Ortiz Guerrero”, dirigida por el Maestro Flores y conformada por José Bragato, Aniceto Vera Ibarrola, Emilio Bobadilla Cáceres, Gumersindo Ayala Aquino, entre otros grandes talentos.

## Su trayectoria
| Año  | Actividad destacable |
| ---- | --- |
| 1943 | Vuelve al Paraguay integrando una delegación encabezada por los Maestros José Asunción Flores, Francisco Alvarenga y el tenor Emilio Vaesken, invitados por la Comisión de Festejos de la Fundación de la ciudad de Asunción para participar en la fiesta de gala del 15 de agosto. En aquella ocasión Augusto Roa Bastos escribe: “Barboza, viene con su balanza de músicas al pecho para pesar el ritmo / de viejas melodías en la voz de su pueblo. / Echa a volar tu dulce tormenta de canciones / tú que vienes de lejos, / sereno y transparente, luz de terrones claros / por blancas avenidas de garzas y de vientos”. También formó un trío junto a Félix Pérez Cardozo y Eulogio Cardozo. |
| 1944 | Gracias a una beca que le concedió el Gobierno Nacional continuó sus estudios de canto en la Escuela de Música de la Universidad de Río de Janeiro. Dio también conciertos y audiciones en teatros y radios durante los años vividos en el Brasil, junto al gran maestro Carlos Lara Bareiro, quien lo alentó a difundir la música paraguaya. |
| 1947 | Viaja desde Brasil a México, invitado por Gumersindo Ayala Aquino para integrarse al conjunto “Los Guaireños”, con Luis Alberto del Paraná, Digno García y Humberto Barúa. Recorre gran parte de México, Cuba y la totalidad de los países centroamericanos. Hacia inicios de la década de los ‘50 encaró una gira por países del norte sudamericano y de Centroamérica, México, Estados Unidos y Europa, ya como solista o integrando varios conjuntos. |
| 1954 | Luis Alberto del Paraná lo convoca para reorganizar el paradigmático “Trío Los Paraguayos”, junto al arpista Digno García. Llegados a Europa, firman contrato con el sello Philips de Holanda, del que son artistas exclusivos por largos años. Por decreto del Poder Ejecutivo habían recibido el nombramiento de “Embajadores de la Música Paraguaya”. |
| 1957 | En 1957 organizó su conjunto “Barboza y sus compañeros”, junto a Ramón Mendoza, Leonardo Figueroa y Carlos Centurión, prosiguiendo su labor de difusión por Europa y Medio Oriente. |
| 1962 | Reintegrado al Paraguay, se casa con la cantante Yverá (Francisca Zayas), conformando una pareja artística realizando presentaciones en radio, teatro y televisión. En 1968, estando en Europa crean el conjunto “Los Barboza”. Graban tres discos de larga duración y realizan presentaciones en radio, televisión, teatros, colegios, universidades y casas de espectáculos públicos. |
| 1988 | Su hija, Diana Barboza, también cultora del canto popular, se incorpora al grupo. |
| 1993 | El 19 de julio de 1993 es Iniciado en la Masonería, en la Logia Aurora del Paraguay N.º 1, bajo la Obediencia de la Gran Logia Simbólica del Paraguay, a cuyas Tenidas asistía regularmente. |

## Distinciones
En 1994, el Gobierno Nacional le concedió la condecoración de la Orden Nacional al Mérito, por su labor dedicada a la composición y a la difusión de la música paraguaya. 
En 1996 reunió sus vivencias en un antológico libro autobiográfico titulado “Ruego y Camino”.

## Últimos años
| Año  | Actividad Resaltante |
| ---- | --- |
| 1997 | El Congreso Nacional le otorgó el Premio Nacional de la Música en el rubro de Música Popular, por su obra “Mi patria soñada”, que tiene versos de Carlos Miguel Jiménez. En una entrevista periodística en septiembre de 1998, Barboza, acerca de esta composición afirma: “Yo volvía de una larga gira por Centroamérica y México, en 1950, cuando me visitó una tarde don Carlos Miguel y me mostró la poesía que compuso hacía dos años. Se notaba en él tanta pena y tanta tristeza cuando la revolución (en referencia a la guerra civil de 1947). No era político, como yo. El escribió “Mi patria soñada” después de vivir toda su tragedia. Le puse la música y estrenamos esa composición en el 53, en la casa de don José Antonio Moreno González, en presencia de todos los ministros y los comandos... Le advertí a don José Antonio que no le iba a gustar pero todos se quedaron escuchando en silencio. Don José Zacarías Arza fue el primero que comentó para nuestra sorpresa con mucho entusiasmo: “Esto es un programa de gobierno”. |
| 1998 | En ocasión de cumplir 85 años de vida y 70 de cultor de la música, presentó un trabajo discográfico con la orquestación de las obras y el acompañamiento instrumental del Maestro Oscar Cardozo Ocampo (insigne arreglador musical residente en la Argentina, hijo del gran compositor y creador paraguayo Mauricio Cardozo Ocampo), recibiendo el reconocimiento unánime de sus compatriotas. |

## Obras
Es autor de alrededor de 80 composiciones entre las que se destacan 
“Alma vibrante”,
“Flor de Pilar”, 
“Mi patria soñada”, 
“Sobre el corazón de mi guitarra”, 
“Muchachita campesina” y 
“Mis joyas de Buenos Aires” (con versos del poeta Carlos Miguel Jiménez), 
“Dulce tierra mía”, “Serenata”, 
“Viva la vida, viva el amor” y 
“Muchacha dorada” (sobre textos de Augusto Roa Bastos), 
“Oimeva che roga”, 
“Oñondivemí” y 
“Reservista purahei” (con Félix Fernández Galeano), de su propia producción, en letra y música, 
“Emociones de mi tierra” y 
“Ruego y Camino”, “Sombras de ausencia” (con Enrique Gayoso), 
“Voz del viejo río” (con Aníbal Romero).